# 科里特涅 (比洛吉里亞區)
50°6′59″N 26°30′25″E / 50.11639°N 26.50694°E
科里特涅（烏克蘭語：Коритне），是烏克蘭西部的村莊，隸屬赫梅利尼茨基州的舍佩蒂夫卡區。該村面積1.37平方公里，海拔高度296米，2001年人口437，人口密度每平方公里319人。